# Siraitia sikkimensis
Siraitia sikkimensis är en gurkväxtart som först beskrevs av Tapas Chakrabarty, och fick sitt nu gällande namn av Charles Jeffrey, An Min g Lu och J.Q. Li. Siraitia sikkimensis ingår i släktet Siraitia och familjen gurkväxter. Inga underarter finns listade i Catalogue of Life.